# Bis(2-ethylhexyl)maleat
Bis(2-ethylhexyl)maleat ist eine chemische Verbindung aus der Gruppe der Carbonsäureester.

## Gewinnung und Darstellung
Bis(2-ethylhexyl)maleat kann durch katalytische Veresterung von Maleinsäure und 2-Ethylhexylalkohol hergestellt werden.

## Eigenschaften
Bis(2-ethylhexyl)maleat ist eine brennbare, schwer entzündbare, farblose Flüssigkeit, die praktisch unlöslich in Wasser ist.

## Verwendung
Bis(2-ethylhexyl)maleat wird als Weichmacher in einer Vielzahl von Anwendungen wie Klebstoffen und Beschichtungen eingesetzt. Es wird auch als Comonomer und Weichmacher bei der Herstellung von Vinylacetat, Acrylaten und Methacrylaten verwendet.